# Kaple Nanebevzetí Panny Marie (Vevčice)

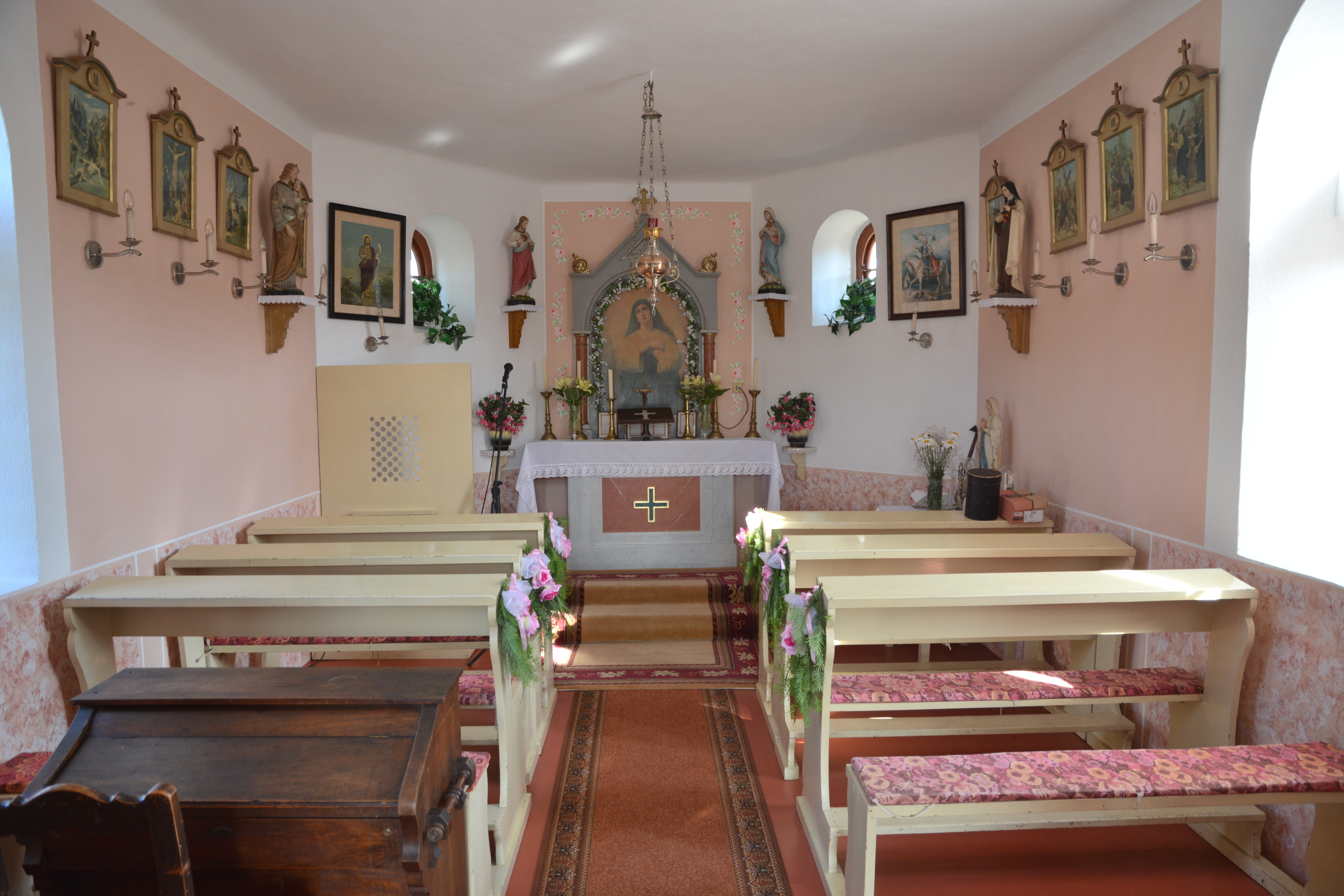
Interiér kapličky

Kaple Nanebevzetí Panny Marie se nachází v obci Vevčice v okrese Znojmo. Nachází se na území římskokatolické farnosti Mikulovice u Znojma. Na kapli je zavěšena pamětní deska obětem první světové války.

## Historie
Výstavba kaple probíhala v letech 1928–1930. Avšak výstavba byla v roce 1929 pozastavena, dokončila se roku 1930.
Po vybudování kaple bylo nutno vybavit vnitřek kaple, proto byl v roce 1931 zakoupen oltář. Kaple byla vymalována, a bylo upraveno i okolí. V neděli dne 14. září 1932, v 9:00 kapli vysvětil mikulovický kněz Josef Arnošt Voves.
V roce 1995 nechali manželé Vilém a Marie Černí zhotovit zvon, který darovali kapli, od této chvíle je zvon majetkem obce. Svěcení zvonu proběhlo 1. října 1995.
Kaple se nadále využívá pro příležitostné svatby, veselky, setkání s rodáky obce, pouti, Vánocích, či při posledním rozloučení.[zdroj⁠?!]